# Битка код Кулмјеа
Битка код Кулмјеа вођена је 9. новембра 1870. године између војске Другог француског царства и Пруског краљевства. Део је Француско-пруског рата, а завршена је победом Француске.

## Битка
Генерал Тан са 1. баварским корпусом и 2. коњичком дивизијом штитио је блокаду Париза код Орлеана против јаких француских снага које су се прикупљале на Лоари. Генерал Орел де Паладин са 15. корпусом пошао је 8. новембра од шуме Форе де Маршеноар према Орлеану, а са 16. корпусом и коњичким корпусом ка Кулмјеу са намером да Немцима предече одступницу према северу. По пријему извештаја о томе, Тан је решио да противника нападне у леви бок, па се ноћу поставио на линију Кулмје-Префор са коњицом у Сен Перавију; но ускоро се показало да Французи нападају са надмоћнијим снагама и да су северно крило продужили до Шана. Кулмје је постало тежиште борбе. Под притиском јачих снага Баварци се нису могли одржати, па су увече под заштитом једне од бригада код Шана одступили према Артнеу. Орлеан је напуштен. Немци су изгубили 783 човека, а Французи 1600. Французи нису гонили.